# 尖尾鳗
尖尾鳗（学名：Uroconger lepturus）为糯鳗科尖尾鳗属的鱼类，俗名纤尾糯鳗、尾鳗、长尾鳗、金丝鳗、狭尾糯鳗。分布于大西洋、太平洋和印度洋的浅海和近海中以及北起福建福鼎、南至海南三亚的近海等，属于近海底层暖水性鱼类。该物种的模式产地在广东。